# Parapachycerina hirsutiseta
Parapachycerina hirsutiseta är en tvåvingeart som först beskrevs av de Meijere 1910.  Parapachycerina hirsutiseta ingår i släktet Parapachycerina och familjen lövflugor. Inga underarter finns listade i Catalogue of Life.